# Mussaenda elmeri
Mussaenda elmeri är en måreväxtart som beskrevs av Elmer Drew Merrill. Mussaenda elmeri ingår i släktet Mussaenda och familjen måreväxter. Inga underarter finns listade i Catalogue of Life.